# Internationale Linguistik-Olympiade
Die Internationale Linguistik-Olympiade (IOL) ist Teil der internationalen Wissenschaftsolympiade für Schüler der Weiterführenden Schulen. Die Abkürzung IOL wurde bewusst so gewählt, da jedes Land einen eigenen Namen für diese Olympiade entwickelt hatte und IOL bis dahin in keinem Land benutzt wurde. In Deutschland hat sich auf nationaler Ebene die Deutsche Linguistik-Olympiade DOL durchgesetzt.
Diese Olympiade fördert die Bereiche der mathematischen, theoretischen und beschreibenden Linguistik.

## Struktur
Anders als herkömmliche Wissenschaftsolympiaden enthält die IOL sowohl Einzel- als auch Teamolympiaden. Ein Einzelwettbewerb besteht aus fünf Aufgaben, welche die Hauptbereiche der theoretischen, mathematischen und beschreibenden Linguistik (Phonetik, Morphologie, Semantik, Syntax, Soziolinguistik usw.) abdecken und in sechs Stunden gelöst werden müssen.
Teamwettbewerbe bestehen seit der zweiten IOL aus einer schwierigeren und zeitaufwändigeren Aufgabe. Die Teams, die meist aus vier Teilnehmern bestehen, haben drei bis vier Stunden Zeit, diese zu lösen.
Wie bei fast allen internationalen Wissenschaftsolympiaden werden die Aufgaben in verschiedene Sprachen übersetzt und dann gelöst. Daher müssen sie frei von muttersprachlichen Barrieren erstellt werden. Im Gegensatz zu anderen Olympiaden werden die Übersetzungen von einem mehrsprachigen Aufgabenkomitee angelegt, einem Expertengremium, das von den Teamleitern der Delegierten unabhängig ist. Die Aufgaben basieren zunehmend auf einigen der weniger bekannten Sprachen der Welt, da Konkurrenten einen gewissen Vorteil erlangen könnten, wenn sie mit einer oder mehreren Sprachgruppen, welche Teil der Herausforderungen sind, vertraut sind. Es besteht bei mehr als 6.000 weltweit gesprochenen Sprachen eine große Auswahl (tote Sprachen ausgenommen). Dem Komitee ist es einer Verordnung zufolge nicht erlaubt, künstliche oder erfundene Sprachen zu verwenden. Weil das Aufgabenkomitee und die Jury von den Teamleitern unabhängig sind, ist es nicht nötig, dass diese Experten sind (obwohl es die meisten sind): Sie können eng mit ihrem Team zusammenarbeiten (und tun dies oft) und bieten Coaching auch in letzter Minute während der ganzen Woche der Olympiade an.
Es ist vor allem analytisches und deduktives (logisches) Denken gefragt, da alle Lösungen eine klare Argumentation und Begründung benötigen.

## Geschichte
Die erste Linguistik-Olympiade für Schüler der weiterführenden Schulen fand 1965 in Moskau, Russland statt. Alfred Zhurinsky (1938–1991), später ein prominenter Philologe, aber damals noch Linguistik-Student im fünften Jahr, ergriff dabei die Initiative in einem Organisationskomitee, dessen Vorsitz Wladimir Andrejewitsch Uspenski innehatte. Alexander Kibrik, Anna Polivanova und Andrei Anatoljewitsch Salisnjak beteiligten sich ebenfalls in der Organisation. Bis 1982 wurden regelmäßig Wettkämpfe abgehalten und 1988 nach einer Pause neu aufgegriffen. Ähnliche Olympiaden wurden in Bulgarien (1984), Oregon in den Vereinigten Staaten (1988) und Sankt Petersburg in Russland (1995) gegründet. Nach Gründung der bulgarischen Olympiade traten Gewinnerteams der Moskauer Spracholympiade gegen die der bulgarischen an, welches das Potential einer internationalen Zusammenarbeit aufzeigte.

## Einzelne Veranstaltungen
- 2003: Die erste Version der IOL wurde vom 6. bis 12. September 2003 im Bergort Borowez in Bulgarien durchgeführt. Vorsitz war dabei Alexander Kibrik von der staatlichen Universität Moskau (MSU) und es beteiligten sechs Länder: Bulgarien, Tschechische Republik, Estland, Lettland, Niederlande und Russland[6]. Die erste internationale Jury bestand aus einem Präsidenten, Ivan Derzhanski (Institut für Mathematik und Informatik der Bulgarischen Akademie der Wissenschaften), Alexander Berdichevsky (MSU), Boris Iomdin (Institut für Russische Sprache) und Elena Muravenko (Abteilung für russische Sprache, Russische Universität der Geisteswissenschaften)[4]. Die fünf Aufgaben des Einzelwettbewerbs bezogen sich auf Jacob Linzbachs Schriftsystem Transzendentale Algebra, Ägyptisches Arabisch (Afroasiatisch), Baskisch, Adyghe (Nordwestkaukasus) und Französisch (Indogermanisch). Der Teamwettbewerb bestand aus drei Aufgaben über Tocharisch (Indogermanisch), der Verwendung von Indizes und zu performativen Verben.
- 2004: Die zweite IOL fand vom 2. bis 6. August 2004 an der Russischen Staatlichen Universität für Geisteswissenschaften (RSUH) in Moskau, Russland, statt.[7] Sieben Länder nahmen teil, unter ihnen zum ersten Mal Polen, Serbien und Montenegro. Der Einzelwettbewerb setzte sich aus fünf Aufgaben in Kayapo, Latein, Englisch, Lakhota und Chuvash zusammen. Die Teamaufgabe war auf Armenisch gestellt.
- 2005: Vom 8. bis 12. August 2005 wurde die dritte IOL veranstaltet. Dieses Mal in Leiden, Niederlande mit Teilnahme von 13 Teams aus 9 Ländern, erstmals Finnland und Rumänien. Fünf Aufgaben in Tzotzil, Lango, Mansi, Yoruba und Litauisch mussten dabei im Einzelwettkampf gelöst werden, auf der Berbersprache Figuig[8] im Teamwettkampf.[9]
- 2006: Die vierte IOL wurde vom 1. bis 6. August 2006 an der Universität Tartu, Estland abgehalten.[10] Unter dem Vorsitz von Renate Pajusalu empfing es 13 Teams aus 9 Ländern, wobei Litauen zum ersten Mal ein Team entsandte. Die fünf Aufgaben beim Einzelwettbewerb waren in Lakhota, Catalan, Khmer, Udihe und Ngoni. Die Teamaufgabe war in der amerikanischen Gebärdensprache.
- 2007: Vom 31. Juli bis 4. August 2007 wurde die fünfte IOL im Hotel Gelios, Sankt Petersburg, Russland veranstaltet.[11] Es nahmen 15 Teams aus 9 Ländern teil. Vorsitzender war dabei Stanislav Gurevich. Spanien, Schweden und die USA waren das erste Mal Teil des Wettkampfes und es wurde beschlossen, dass jedes Land ein bis zwei Teams, bestehend aus jeweils vier Studenten, entsenden kann, wobei die Kosten des ersten Teams vollständig von dem Gastland getragen werden. Außerdem könnte das Gastland noch ein drittes Team entsenden.[11] Im Einzelwettkampf waren die fünf Aufgaben in Blindenschrift, Movima (Isolate), Georgisch (Kartvelian), Ndom (Trans-Neuguinea) und Korrespondenzen zwischen Türkisch und Tatarisch (Türkisch). Die Teamaufgabe war auf Hawaiianisch (Polynesisch) und konzentrierte sich auf genealogische Begriffe.
- 2008: Die sechste IOL fand vom 4. bis 9. August 2008 im Sunny Beach Resort, Sonnenstrand, Bulgarien, statt.[12] Unter der Leitung von Iliana Raeva versammelten sich 16 Teams aus 11 Ländern, darunter erstmals für Deutschland, Slowenien und Südkorea. Vorsitzender des Problemausschusses war Ivan Derzhanski. Der Einzelwettkampf enthielt fünf Aufgaben auf Micmac (Algonquian), altnordischer (nordgermanischer) Poesie (insbesondere drottkvætt), Drehu- und Cemuhî-Korrespondenzen (Oceanisch), Copainalá Zoque und Inuktitut (Eskimo-Aleut). Teams betraf eine Aufgabe mit Korrespondenzen zwischen Mandarin und Kantonesisch (Sinitisch) unter Verwendung des Fanqie-Systems.
- 2009: Die siebte IOL wurde vom 26. bis 31. Juli 2009 an der Universität Breslau in Polen veranstaltet.[13] Unter dem Vorsitz von Michał Śliwiński empfing Polen 23 Teams aus 17 Ländern, wobei Australien, das Vereinigte Königreich, Indien und Irland zum ersten Mal Teams entsandten. Vorsitzender des Aufgabenkomitees war Todor Tchervenkov (Universität Lyon, Frankreich). Die fünf Aufgaben des Einzelwettkampfes waren in Ziffern in der Sulka-Sprache (Isolat), Maninka- und Bambara-Sprachen (Mande) in den Schriften N'Ko und Latein, traditionelle burmesische (chinesisch-tibetische) Namen und ihre Beziehung zu Geburtsdaten, Betonungsposition im Altindischen (Indo-Arischen) und die Beziehung zwischen Grammatik und Morphologie im klassischen Nahuatl (Uto-Aztekisch). Vietnamesisch war die Sprache der Teamaufgabe.
- 2010: Am 19. bis 24. Juli 2010 fand die achte IOL im Östra Real Hostel in Stockholm, Schweden, statt.[14] 26 Teams aus 18 Ländern nahmen unter dem Vorsitz von Hedvig Skigård teil, darunter zum ersten Mal Norwegen und Singapur. Vorsitz des Aufgabenkomitees war Alexander Piperski. Die fünf Aufgaben des Einzelwettbewerbs bezogen sich auf folgende Themen: Beziehungen zwischen verschiedenen Verbformen im Budukh (Nordostkaukasus), Drehu-Zählsystem (Ozeanisch), Blisssymbolik, mRNA-Kodierung und die Verbindung zwischen surselvischen und engadinischen Dialekten im Rätoromanischen (West-Romantik). Teamaufgabe war, Auszüge aus einem einsprachigen mongolischen Wörterbuch zu übersetzen.
- 2011: Vom 25. bis 30. Juli 2011 wurde die neunte IOL an der Carnegie Mellon University, Pittsburgh, USA durchgeführt.[15] 19 Länder entsandten 27 Teams unter dem Vorsitz von Lori Levin. Erstmals dabei waren Brasilien, Kanada, die Vereinigten Arabischen Emirate und Vietnam. Vorsitzender des Aufgabenkomitees war Adam Hesterberg. Die Aufgaben des Einzelwettbewerbs erforderten Überlegungen zur färöischen (germanischen) Rechtschreibung, Menominee (algischen) Morphologie, Vai (Mande)-Syntax, Nahuatl (Uto-Azteken)-Semantik und der Struktur der Barcode-Sprache EAN-13. Der Teamwettbewerb beinhaltete die Regeln und die Struktur der Sanskrit (indo-arischen) Poesie.
- 2012: Die zehnte IOL fand vom 29. Juli bis 4. August 2012 an der Universität Ljubljana, Slowenien, statt[16]. Unter dem Vorsitz von Mirko Vaupotic empfing es 34 Teams aus 26 Ländern, erstmals für China, Griechenland, Ungarn, Israel und Japan. Vorsitzender des Aufgabenkomitees war Ivan Derzhanski. Die fünf Aufgaben beim Einzelwettbewerb betrafen Dyirbal (Pama-Nyungan)-Syntax, Umbu-Ungu (Trans-Neuguinea)-Zahlen, baskische (Isolate) Pronomen, Teop (austronesische) Syntax und Rotuman (austronesische) Semantik. Die Teamaufgabe bestand darin, Ländernamen in der laotischen Sprache (Tai-Kadai) zu erkennen.
- 2013: Die elfte IOL fand vom 22. bis 26. Juli 2013 an der Manchester Grammar School, Manchester, UK, statt.[17] Unter dem Vorsitz von Neil Sheldon empfing es 35 Teams aus 26 Ländern, darunter erstmalige Teams von der Isle of Man, Taiwan und der Türkei. Stanislav Gurevich war Vorsitz des Aufgabenkomitees. Bei den fünf Aufgaben des Einzelwettbewerbs ging es um Yidiny (Pama-Nyungan) Morphologie, Tundra Yukaghir (Yukhagir) Semantik, Pirahã (Mura) Phonologie, Muna (Austronesisch) Syntax und auf Englisch basierende Telepathie. Der Teamauftrag bestand darin, Martin Seymour-Smiths Liste der 100 einflussreichsten Bücher aus dem Georgischen (Kartvelian) zu übersetzen, das in der Nuskhuri-Schrift des 9. Jahrhunderts geschrieben wurde.
- 2014: Die zwölfte IOL wurde vom 21. bis 25. Juli 2014 an der Universität für Sprache und Kultur Peking, Peking, China, veranstaltet.[18] Unter dem Vorsitz von Jiang Yuqin empfing es 39 Teams aus 28 Ländern, wobei Pakistan und die Ukraine zum ersten Mal Teams entsandten. Das Aufgabenkomitee wurde von Jae Kyu Lee geleitet. Die fünf Aufgaben beim Einzelwettbewerb betrafen Benabena (Trans-Neuguinea) Morphologie, Kiowa (Tanoan) Morphophonologie, Tangut (Tibeto-Burman) Verwandtschaft, Engenni (Niger-Kongo) Syntax und Gbaya (Niger-Kongo). Der Teamwettkampf bestand darin, die Artikel der Allgemeinen Erklärung der Menschenrechte mit ihren Übersetzungen in Armenisch (Indogermanisch) abzugleichen.
- 2015: Die 13. IOL fand vom 20. bis 24. Juli 2015 an der American University in Bulgaria, Blagoewgrad, Bulgarien, statt.[19] Unter dem Vorsitz von Aleksandar Velinov wurden 43 Teams aus 29 Ländern versammelt, wobei zum ersten Mal Bangladesch, Frankreich und Kasachstan Teams entsandten. Vorsitzender des Aufgabenkomitees war Bozhidar Bozhanov. Die fünf Herausforderungen beim Einzelwettbewerb betrafen Nahuatl- (Uto-Azteken) und Arammba- (Süd-Zentral-Papuan) Zahlen, Morphologie im Besleney-Dialekt des Kabardischen (Abkhaz-Adyghe), Soundex, Wambaya (West Barkly) Syntax und die Regeln von Somalische (afroasiatische) Poesie. Die Teamaufgabe bestand darin, Auszüge aus einem einsprachigen Wörterbuch des nördlichen Sotho (Bantu) zu verwenden, um eine Grammatik und ein Lexikon der Sprache zu erstellen.
- 2016: Vom 25. bis 29. Juli 2016 fand die 14. IOL im Infosys Development Center in Mysuru, Indien, statt.[20] Unter dem Vorsitz von Monojit Choudhury und Girish Nath Jha empfing Indien 44 Teams aus 31 Ländern, wobei zum ersten Mal Nepal und Sri Lanka Teams entsandten. Vorsitzender des Aufgabenausschusses war Boris Iomdin. Bei den fünf Aufgaben des Einzelwettbewerbs ging es um räumliche Deiktik in Aralle-Tabulahan (austronesisch), luwischen Hieroglyphenschrift (indoeuropäisch), Kunuz-nubische (ostsudanesische) Morphosyntax, Iatmül (Sepik)-Semantik und Jaqaru (Aymaran)-Morphologie. Die Teamaufgabe bestand darin, über 100 Äußerungen in Taa (Tuu) mit ihren IPA-Transkriptionen abzugleichen.
- 2017: Die IOL 15 fand vom 31. Juli bis 4. August 2017 an der Dublin City University in Dublin, Irland statt.[1] Unter dem Vorsitz von Cara Greene empfing Irland 43 Teams aus 27 Ländern, wobei Kanada zum ersten Mal ein frankophones Team entsandte. Vorsitzender des Aufgabenkomitees war Hugh Dobbs. Die fünf Aufgaben zu den einzelnen Inhalten betrafen Berom (Plateau)-Zahlen, Abui (Timor-Alor-Pantar) Possessivpronomen und Semantik, Kimbundu (Bantu) Morphosyntax, Jru' (österreichisch) in der Khom-Schrift und Madak (Meso-Melanesisch) Morphophonologie. Die Teamaufgabe bestand darin, Korrespondenzen zwischen 87 Emojis und ihren Beschreibungen auf Indonesisch (Austronesisch) herzustellen.
- 2018: Vom 26. bis 30. Juli 2018 fand die 16. IOL an der Tschechischen Agraruniversität Prag, Tschechische Republik, statt.[21] Unter dem Vorsitz von Vojtěch Diatka nahmen 49 Teams aus 29 Ländern teil, wobei Malaysia und Dänemark zum ersten Mal antraten.[22] Das Aufgabenkomitee wurde von Maria Rubinstein geleitet. Die fünf Aufgaben beim Einzelwettbewerb betrafen die Betonung von Creek (Muskogean), die Morphosyntax von Hakhun (Sal), die Phonologie von Terêna (Arawakan), das Zählen in Mountain Arapesh (Torricelli) und die Verwandtschaft in Akan (Atlantik-Kongo). Die Teamaufgabe untersuchte phonologische Entsprechungen zwischen den drei Jê-Sprachen Mẽbêngôkre, Xavante und Krĩkatí.
- 2019: Die 17. IOL wurde vom 29. Juli bis 2. August 2019 an der Hankuk Universität für Fremdsprachen in Yongin, Südkorea, veranstaltet. Unter dem Vorsitz von Minkyu Kim und Yoojung Chae empfing Südkorea 53 Teams aus 35 Ländern, wobei Nepal, Hongkong, Usbekistan und Kolumbien zum ersten Mal antraten.[23] Der Aufgabenausschuss wurde von Tae Hun Lee geleitet. Die fünf Aufgaben beim Einzelwettbewerb betrafen Yonggom (Ok) Morphosyntax, Yurok (Algerien) Farben, Mittelpersisch (Iranisch) geschrieben in Book Pahlavi Script, West Tarangan (Aru) Reduplikation und Nooni (Beboid) Morphosyntax und Tagesnamen. Die Teamaufgabe betraf die Symbolnotation, die von Kampfrichtern in der Rhythmischen Sportgymnastik verwendet wurde.
- 2020: Die 18. IOL sollte vom 20. bis 24. Juli 2020 in Ventspils, Lettland, stattfinden. Aufgrund der weit verbreiteten COVID-19-Pandemie hat der internationale Vorstand der IOL beschlossen, die Veranstaltung auf den 19. bis 23. Juli 2021 zu verschieben, an dem sie erfolgreich durchgeführt wurde. Der Wettbewerb wurde aus der Ferne in den jeweiligen Ländern jedes Teams organisiert, was das erste Mal war, dass der Wettbewerbsmodus am IOL übernommen wurde.[24] Unter dem Vorsitz von Vladimir Litvinsky empfing es 54 Teams aus 34 Ländern, wobei Aserbaidschan zum ersten Mal antrat. Das Aufgabenkomitee wurde von Aleksejs Peguševs geleitet. Die fünf Aufgaben des Einzelwettbewerbs betrafen Ekari-Zahlen (Paniai-Seen), Zuni-Semantik (Isolate) mit besonderem Schwerpunkt auf Essen, Kilivila-Morphosyntax (Ozean), Agbirigba (eine Cant-Sprache) und ihre Ableitung vom Ogbakiri-Dialekt von Ikwerre (Atlantik-Kongo) und Rikbaktsa (Makro-Jê) Morphologie. Die Teamaufgabe bestand darin, Sätze in Garifuna (Arawakan) geschriebenen Passagen mit ihren Übersetzungen abzugleichen, den Unterschied zwischen den männlichen und weiblichen Registern der Sprache anzuerkennen und ihre Beziehungen zu Kari'ña (Karibik) bzw. Lokono (Arawakan) herzustellen.

## Zusammenfassung
Die verschiedenen IOL-Veranstaltungen sind in der folgenden Tabelle zusammengefasst:
| No. | Jahr | Stadt            | Land                   | Dates                                  | Dates                                  | Teilnehmerländer                       | Teilnehmer                             | Webpage                                | Probleme                               |
| --- | ---- | ---------------- | ---------------------- | -------------------------------------- | -------------------------------------- | -------------------------------------- | -------------------------------------- | -------------------------------------- | -------------------------------------- |
| 1   | 2003 | Borowez          | Bulgarien              | September 6                            | September 12                           | 6                                      | 33                                     | Link                                   | Link                                   |
| 2   | 2004 | Moskau           | Russland               | Juli 31                                | August 2                               | 7                                      | 43                                     | Link                                   | Link                                   |
| 3   | 2005 | Leiden           | Niederlande            | August 8                               | August 12                              | 9                                      | 50                                     | Link                                   | Link                                   |
| 4   | 2006 | Tartu            | Estland                | August 1                               | August 6                               | 9                                      | 51                                     | Link                                   | Link                                   |
| 5   | 2007 | Sankt Petersburg | Russland               | Juli 31                                | August 4                               | 9                                      | 61                                     | Link                                   | Link                                   |
| 6   | 2008 | Sonnenstrand     | Bulgarien              | August 4                               | August 9                               | 11                                     | 63                                     | Link                                   | Link                                   |
| 7   | 2009 | Breslau          | Polen                  | Juli 26                                | Juli 31                                | 17                                     | 86                                     | Link                                   | Link                                   |
| 8   | 2010 | Stockholm        | Schweden               | Juli 19                                | Juli 24                                | 18                                     | 99                                     | Link                                   | Link                                   |
| 9   | 2011 | Pittsburgh       | Vereinigte Staaten     | Juli 24                                | Juli 30                                | 19                                     | 102                                    | Link                                   | Link                                   |
| 10  | 2012 | Ljubljana        | Slowenien              | Juli 29                                | August 4                               | 26                                     | 131                                    | Link                                   | Link                                   |
| 11  | 2013 | Manchester       | Vereinigtes Königreich | Juli 22                                | Juli 26                                | 26                                     | 138                                    | Link                                   | Link                                   |
| 12  | 2014 | Peking           | Volksrepublik China    | Juli 21                                | Juli 25                                | 28                                     | 152                                    | Link                                   | Link                                   |
| 13  | 2015 | Blagoewgrad      | Bulgarien              | Juli 20                                | Juli 24                                | 29                                     | 166                                    | Link                                   | Link                                   |
| 14  | 2016 | Mysuru           | Indien                 | Juli 25                                | Juli 29                                | 31                                     | 167                                    | Link                                   | Link                                   |
| 15  | 2017 | Dublin           | Irland                 | Juli 31                                | August 4                               | 29                                     | 180                                    | Link                                   | Link                                   |
| 16  | 2018 | Prag             | Tschechien             | Juli 25                                | Juli 31                                | 29                                     | 192                                    | Link                                   | Link                                   |
| 17  | 2019 | Yongin           | Südkorea               | Juli 29                                | August 2                               | 35                                     | 209                                    | Link                                   | Link                                   |
| –   | 2020 | Ventspils        |                        | Ausgefallen aufgrund COVID-19-Pandemie | Ausgefallen aufgrund COVID-19-Pandemie | Ausgefallen aufgrund COVID-19-Pandemie | Ausgefallen aufgrund COVID-19-Pandemie | Ausgefallen aufgrund COVID-19-Pandemie | Ausgefallen aufgrund COVID-19-Pandemie |
| 18  | 2021 | Ventspils        | Lettland               | Juli 19                                | Juli 23                                | 34                                     | 216                                    | Link                                   | Link                                   |
| 19  | 2022 | Castletown       | Isle of Man            | Juli 25                                | Juli 29                                | 32                                     | 185                                    | Link                                   | Link                                   |
| 20  | 2023 | Bansko           | Bulgarien              | Juli 24                                | Juli 28                                | 38                                     | 204                                    | Link                                   | Link                                   |
| 21  | 2024 | Brasília         | Brasilien              | Juli 23                                | Juli 31                                | 38                                     | 206                                    | Link                                   | Link                                   |
| 22  | 2025 | Taipeh           | Taiwan                 | Juli 21                                | Juli 26                                | 43                                     | 227                                    | Link                                   | Link                                   |
| 23  | 2026 | Bukarest         | Rumänien               |                                        |                                        |                                        |                                        |                                        |                                        |

IOL 2021 wurde als remote-Veranstaltung abgehalten.

## Teilnehmerländer
Mannschaften aus folgenden Ländern nahmen mindestens einmal an einer IOL teil:
- Aserbaidschan
- Australien
- Bangladesch
- Belarus
- Brasilien
- Bulgarien
- China
- Dänemark
- Deutschland
- Estland
- Finnland
- Frankreich
- Griechenland
- Hong Kong
- Indien
- Irland
- Isle of Man
- Israel
- Japan
- Kanada (anglophon)
- Kanada (frankophon)
- Kasachstan
- Kolumbien
- Lettland
- Litauen
- Macau
- Malaysia
- Nepal
- Niederlande
- Norwegen
- Pakistan
- Philippinen
- Polen
- Rumänien
- Russland
- Schweden
- Schweiz
- Serbien
- Singapur
- Slowenien
- Spanien
- Sri Lanka
- Südkorea
- Taiwan
- Thailand
- Tschechien
- Türkei
- Ukraine
- Ungarn
- Usbekistan
- Vereinigtes Königreich
- Vereinigte Arabische Emirate
- Vereinigte Staaten von Amerika
- Vietnam

Deutschland nahm 2008 erstmals an der IOL teil. Der Förderverein Deutsche Linguistik-Olympiade e. V., Berlin führt die Auswahlwettbewerbe durch und betreut die Teilnehmer. In der Schweiz ist der Verband Wissenschafts-Olympiade in Bern aktiv.
| Jahr | Ort               | Gold | Silber | Bronze |
| ---- | ----------------- | --- | --- | --- |
| 2003 | Borowez,          | Alexandra Petrova Boris Turovsky Eddin Najetović | Mirjam Plooij Maria Schtschapa | Polina Oskolskaja Ivan Dobrev |
| 2004 | Moskau,           | Ivan Dobrev Alexander Piperski Ralitsa Markova | Maria Mamykina Todor Chervenkov Tsvetomila Mihaylova Tymon Słoczyński | Alexandra Sabelina Xenia Kusmina Alexei Nazarov Margus Niitsoo Natalja Hartsenko Nikita Medjankin Sophia Oskolskaja |
| 2005 | Leiden,           | Ivan Dobrev | Eleonora Glasowa | Nikita Medjankin Tsvetomila Mihaylova Alexander Piperski Ivaylo Grozdev |
| 2006 | Tartu,            | Maria Cholodilowa Ivaylo Dimitrov Pavel Sofroniev | Yordan Mehandzhiyski Eleonora Glasowa Mihail Minkov Zorin Sergei Malyschew Alexander Daskalov | Yuliya Taran Nikita Medjankin Diana Aitai Paweł Świątkowski |
| 2007 | Sankt Petersburg, | Adam Hesterberg Łukasz Cegieła | Kira Kiranowa Mihail Minkov Arsenij Wetuschko-Kalewitsch Sander Pajusalu Teele Vaalma Angel Naydenov | Anna Schlomina Yordan Mehandzhiyski Elizaweta Rebrowa Maria Cholodilowa |
| 2008 | Sonnenstrand,     | Alexander Daskalov Hanzhi Zhu Milan Abel Lopuhaa | Anand Natarajan Maciej Janicki Morris Alper Dmitri Perewostschikow Łukasz Cegieła Andrei Nikulin Marcin Filar | Guy Tabachnick Joon Kyu Kang Radosław Burny Diana Sofronieva Jeffrey Lim Karol Konaszyński Yordan Mehandzhiyski Rowan Jacobs Tatjana Polewaja Georgi Rangelov |
| 2009 | Breslau,          | Diana Sofronieva Łukasz Cegieła | Witali Pawlenko Andrei Nikulin Yordan Mehandzhiyski Arturs Semenyuks Irene Tamm Łukasz Kalinowski Witold Małecki Aakanksha Sarda Rowan Jacobs | Deyana Kamburova Szymon Musioł Elena Wolkowa Laura Adamson Alan Huang Ben Caller Tomasz Dobrzycki John Berman Jun Yeop Lee Sergei Bernstein Hye Jin Ryu |
| 2010 | Stockholm,        | Wadim Tuch Andrei Nikulin Ben Sklaroff | Martin Camacho Tian-Yi Damien Jiang Daria Wasiljewa Allen Yuan Aleksejs Peguševs Łukasz Kalinowski Krzysztof Pawlak Daniel Rucki Maciej Dulęba | Mirjam Parve Miroslav Manolov Alexander Iriza Alan Chang Vitaly Pavlenko Artūrs Semeņuks Mona Teppor Jakob Park Diana Glasowa Szymon Kanonowicz Roman Stasiński Ellen Sinot Younus Porteous Ana Pavlović Song Jeeun |
| 2011 | Pittsburgh,       | Morris Alper Eva-Lotta Käsper Daria Wasiljewa Aleksei Koslow | Wesley Jones Allen Yuan Jekaterina Malina Anton Sokolow Alexander Wade Victor Valov Duligur Ibeling Paul Lau | Min Kyu Kim Elena Rykunowa Artūrs Semeņuks Hyun Park Rok Kaufman Wadim Tuch Daniel Mitropolsky Nik Moore Daniel Rucki Aaron Klein Dimitar Hristov Mihhail Afanasjev Ralf Ahi |
| 2012 | Ljubljana,        | Anton Sokolow Alexander Wade Wadim Tuch Anderson Wang Konrad Myszkowski Jonathan Hongsoon Kim Marin Ivanov Kristian Kostadinov                                                                            | Darryl Wu Allan Sadun Eva-Lotta Käsper Tom White Daniel Rucki Aaron Klein Max Allmendinger Ilja Pogodajew Ivan Tadeu Ferreira Antunes Filho Rok Kaufman Hong Bum Choi Ji Wook Kim Sagar Sarda | Pedro Neves Lopes Erik Andersen Magdalena Dakeva Ants-Oskar Mäesalu Omri Faraggi Anna Saruchanowa Melanie Duncan Baichuan Li Anita Mudschumdar Estere Šeinkmane Yash Sinha Amelia Shaye Lim Jin Edyta Gajdzik Mette-Triin Purde Erik Tamre Anne Ng Yin-Yi |
| 2013 | Manchester,       | Alexander Wade Anton Sokolow Matyas Medek Gabriel Alves da Silva Diniz Michał Hadryś Iva Gumnishka Estere Šeinkmane                                                                                       | Omri Faraggi Yash Sinha Polina Pleschak Kusma Smirnow Martyna Siejba Aaron Klein Airika Arrik Boryana Hadzhiyska Iwan Swerew Huisu Yun Jeffrey Ling Yulia Markova | Nilai Sarda Vesko Milev Marin Ivanov Ivan Lyutskanov Jacob Karlsson Lagerros Tom McCoy Martyna Judd Ants-Oskar Mäesalu Milena Velikova Jeong Yeon Choi Ekaterina Nowikowa Maciej Kucharski Daniel Lovsted Maximilian Schindler Jiyun Sung Sarah Tham Jan Bajer |
| 2014 | Peking,           | Milo Andrea Mazurkiewicz Darryl Wu Daniel Lovsted Elysia Warner Anastasija Dmitrijewa Danila Schumski Dan Mirea                                                                                           | Ada Melentijewa Catherine Wu Chen Tianlu Yan Huang Alexander Babiak Zhang Ming Lara Jerman Chen Run Keisuke Yamada Stanisław Wilczyński Hampus Lane Deven Lahoti Xue Dailin | Anindya Sharma Elena Chaparova Maciej Kocot Matyáš Medek Rajan Dalal Yoojin Jang Dmitrii Selenski Annika Kluge Emma Johansen Kevin Li Gleb Nikolajew James Bloxham James Abel Yulia Markova Šonita Koroļova Eliška Freibergerová Yang Heran Vitālijs Gusevs Glenn Ee Je Hong Simon Huang Maria Aristowa |
| 2015 | Blagoewgrad,      | James Wedgwood Samuel Ahmed James Bloxham Danail Penev Kevin Yang Eimear McKnight Ada Melentyjewa | Kevin M Li Ying Ming Poh Conor Stuart-Roe Valentin Dimov Daniil Wedenejew Stanisław Frejlak Jiu Xu Julian Gau Dan Mircea Mirea Katarzyna Kowalska Ralitza Dardjonova Anthony Bracey Iwan Oleksijuk Teodora-Elena Solovan Jan Petr Ruowang Zhang Tina Vladimirova                                                    | Bálint Ugrin Nilai Sarda Piotr Gajdzica Zdravko Ivanov Anastasija Alochina Pim Spelier Naomi Solomons Anna Tatarenko Jaeyeong Yang Aalok Sathe Anthony Bruce Ma Diana Murzagaliyeva Luke Gardiner Nadezhda Dimitrova Radina Dobreva Emma McLean Irina Česnokova Isabelle Yen Matija Lovšin Naoki Nishiyama Samvida Sudheesh Venkatesh Timurs Davilovs |
| 2016 | Mysuru,           | Jaeyeong Yang James Wedgwood Eimear McKnight Max Zhang Jan Petr Katja Woloschinowa Iwan Samodelkin Kristian Georgiev Samuel Ahmed Polina Nasledskowa                                                      | Margarita Misirpashayeva Ioana Bouroș Shuheng Nelson Niu Joonas Jürgen Kisel Zofia Kaczmarek Tina Vladimirova Matija Lovšin Luo Yiming Krzysztof Choszczyk Erik Metz Anna Tatarenko Mihail Paskov Julia Pantschenko Shen-Chang Huang Henry Wu Maria Aristowa Maciej Paliga                                          | Tsuyoshi Kobayashi Elena Schukschina Daniel Wedenejew Aalok Sathe Wyatt Reeves Wang Runze David Avellan-Hultman Bruno Ozaki Amanda Kann Agnieszka Dudek Emil Ingelsten Bai Ruiheng Zuzana Gruberová Yu Shuyue Claire O'Connor Tsvetelina Stefanova Theodor Cucu Li Huihan Nadezhda Dimitrova Mazzag Bálint Wojciech Piątek Siye Annie Zhu Marija Stepanjuk Roman Skurichin Isobel Voysey Yejoo Han |
| 2017 | Dublin,           | Samuel Ahmed Przemysław Podleśny Eimear McKnight Ruei Hung Alex Lee Zdravko Ivanov Simeon Hellsten Brian Xiao Valentin Dimov Elena Keskinova Theodor Cucu                                                 | Andrew Tockman Takumi Yoshino Joonas Jürgen Kisel Jan Petr Harry Taylor Anja Zdovc Eliška Freibergerová Paweł Piekarz Tereza Maláčová Ben Morris Joseph Feffer Ziyan Heidi Lei Chih-Lun Julian Liu Assel Ismoldayeva Chinmaya Kausik Daniel Wedenejew Szymon Stolarczyk Yao Yung-Jui                                | Ekaterina Woloschinowa Emil Indzhev Chirag C.D. Iga Jaworska Chen Ziche Aleksei Startschenko Ana Meta Dolinar Siye Annie Zhu Emilian Toma Can Yeşildere Sonia Reilly Alicja Maksymiuk Emil Ingelsten Tanja Romanowa Ștefan Răzvan Bălăucă Tina Vladimirova Matei Costin Banu Yuito Yoneyama Liu Yuyang Nasar Semkiw Aleksej Jurca Martin Nikolov |
| 2018 | Prag,             | Przemysław Podleśny Eimear McKnight Swapnil Garg Viktor Baltin Zdravko Ivanov Benjamin LaFond Diego Król Rujul Gandhi Pranav Krishna Alicja Maksymiuk Benedict Randall Shaw Angikar Ghosal Andrew Tockman | Jakub Petr Chih-Chun Wang Tanja Romanowa Mihir Singhal Yeoh Zi Song Simeon Hellsten Ugrin Bálint József Emil Ingelsten Klara Sapała-Niedzin Tung-Le Pan Elena Keskinova Ethan A. Chi Aparna Ajit Gupte João Henrique Oliveira Fontes Russell Emerine You-Kuan Lin Illja Kowal                                       | David Avellan-Hultman Wlada Petrusenko Tsvetelina Stefanova Brian Xiao Ken Jiang Ye Liu Edmund Lea Hari Raghava Prasad James Phillips Jana Schischkina Gustavo Palote da Silva Martins Ekaterina Woloschinowa Eliška Freibergerová Sean White Vári-Kakas Andor Árvay-Vass Iván Takumi Nishino Angellika Vojevodina Arkādijs Šaldovs Kevin Liang Shinjini Ghosh Bianca-Mihaela Gănescu Pranava Dhar Martin Puškin Hansol Pi Georgi Yotov Ziche Chen Tiago Scholten Kristina Waschpanowa Danjar Kasenow                     |
| 2019 | Yongin,           | Ken Jiang Wesley Zhang Takumi Yoshino Zdravko Ivanov Matey Petkov Haokun Wu Sam Corner Simeon Hellsten Benedict Randall Shaw Andrew Tockman                                                               | Diego Król João Henrique Fontes Ziyan Lei Tianqi Jiang Elena Keskinova Jakub Petr Nathan Kim Denis Korotschenko Skyelar Raiti Russell Emerine Gustavo Palote Ishan Ganguly Harrison Moore Tsvetelina Stefanova Maxim Barganow Zi Song Yeoh neee Jeremy Zhou Pranav Krishna Jinru Bai Kristian Terlien Daniel Turaev | Tatjana Romanowa Kövér Blanka Ekaterina Koslowa Stanislava Chischnjakowa Wang, Chih-Chun Wlada Petrusenko Viktor Baltin Matei-Costin Banu Ekaterina Kropanina Angikar Ghosal Aparna Ajit Gupte Haenaem Oh Hant Mikit Kolk Takumi Ose Tsubasa Takahashi Dana Ospanova Nestors Starostins Daria Krywoschejewa Marko Ivanov Kilian Meissner Blaskovics Ákos Rok Tadej Brunšek Zhe Ren Ooi Alex Walker Kristina Waschpanowa Lanruo Xie Antara Raaghavi Bhattacharya Seonoo Kim Lee, Yu-Hsuan                                  |
| 2021 | Ventspils,        | Roman Shabanov Daria Krywoschejewa Jonathan Huang Ritam Nag Hibiki Sugawara Jan Tryka Takamichi Hoshii Chun-Chi Lin Antara Raaghavi Bhattacharya Xie Lingrui Mihai-Alexandru Bratu Elvira Agejewa         | Aleksandra Limonowa Tam Lok Hang Alexander Dimitrov Bartosz Chomiński Aleksandra Naydenova Ip Tsz Oi Leonid Saizew Toh Jing En Daniel Grigorii Solnyschkin Artjom Borisow Nigel Yong Dylan Lim Chun Kiat Samantha Kao Ema Grofová Miklós Gyetvai Zijing Wei Olga Sinowjewa Rio Ogawa Walt Kraeger                   | Lili Probojcsevity Shao-Chi Ou Deyana Shevchenko Kunaal Chandrashekar Oliver Tennisberg Jeremy Zhou Vedant Singh Miłosz Muszyński Riley Kong Ng Truman Toby Vasilena Lazarova Matic Petek Mihaela Koleva Ilja Tarasow Ivaylo Dimitrov Nicoleta Dobrică Toby Collins Kyuhan Kyung Yi-Ning Chang Louis Cho Jonathan Song Bianca-Maria Crișan Shashwat Mundra Zekai Wu Vishruth Ram Konakanchi Benjamin Myer Neithardt Kent Do Oscar Despard Nestors Starostins Noah Gorrell Yen-Hsi Huang Darya Peressypkina Yage Grace Xin |

## Team-Medaillen
| Nbr | Year | Location                   | Team Gold           | Team Silver              | Team Bronze                         | Winning team in individual competition |
| --- | ---- | -------------------------- | ------------------- | ------------------------ | ----------------------------------- | -------------------------------------- |
| 01  | 2003 | Borowez, Bulgaria          | Netherlands         | Russia-StPetersburg      | Russia-Moscow                       | Netherlands                            |
| 02  | 2004 | Moskva, Russia             | Russia-StPetersburg | Latvia                   | Bulgaria-1                          | Bulgaria-1                             |
| 03  | 2005 | Leiden, The Netherlands    | Netherlands         | Russia-Moscow            | Russia-StPetersburg                 | Bulgaria-1                             |
| 04  | 2006 | Tartu, Estonia             | Bulgaria-2          | Netherlands              | Poland-1                            | Bulgaria-1                             |
| 05  | 2007 | Sankt-Petersburg, Russia   | USA-2 Moscow        | Bulgaria-1 Bulgaria-2    | None Awarded                        | Estonia                                |
| 06  | 2008 | Slantschew Brjag, Bulgaria | USA-2 Bulgaria-East | Netherlands USA-1        | None Awarded                        | USA                                    |
| 07  | 2009 | Wrocław, Poland            | USA-Red             | Korea-1                  | Russia-Moscow                       | Russia-Moscow                          |
| 08  | 2010 | Stockholm, Sweden          | Latvia              | Russia-Moscow            | Poland-2                            | USA-Blue                               |
| 09  | 2011 | Pittsburgh, USA            | USA-Red             | Russia-StPetersburg      | Russia-Moscow                       | USA-Red                                |
| 10  | 2012 | Ljubljana, Slovenia        | USA-Blue            | Netherlands              | Poland-2                            | Russia-StPetersburg                    |
| 11  | 2013 | Manchester, UK             | USA-Red             | Russia-StPetersburg      | Bulgaria-1 Romania                  | USA-Red                                |
| 12  | 2014 | Beijing, China             | USA-Red             | Russia-StPetersburg      | Russia-Moscow                       | USA-Red                                |
| 13  | 2015 | Blagoevgrad, Bulgaria      | UK-West             | USA-Red                  | Poland-White Netherlands            | USA-Red                                |
| 14  | 2016 | Mysore, India              | Sweden              | Australia-1              | UK                                  | USA-Red                                |
| 15  | 2017 | Dublin, Ireland            | Taiwan-TaiTWO       | Poland-Ą                 | Slovenia                            | UK-K                                   |
| 16  | 2018 | Prag, Czech Republic       | USA-Blue            | USA-Red Bulgaria 1       | Pões UK-U Tým křivopřísežníků       | USA-Blue                               |
| 17  | 2019 | Yongin, Republic of Korea  | Slovenia            | China KUN Russia Strelka | Poland Bóbr Russia Belka Malaysia A | USA Red                                |
| 18  | 2021 | Ventspils, Latvia          | Ukraine і           | USA Red                  | India Saffron Canada Moose          | Hong Kong EAT                          |

## Gesamter Medaillenspiegel
Nur Länder mit mindestens 1 Goldmedaille sind gelistet. Die Daten sind bis zum Jahr 2025 genau.
| Rang | Land                                | Teilnahmen | Gold | Silber | Bronze | Total | Lobende Erwähnungen |
| ---- | ----------------------------------- | ---------- | ---- | ------ | ------ | ----- | ------------------- |
| 1    | Vereinigte Staaten                  | 18         | 27   | 40     | 30     | 97    | 26                  |
| 2    | Bulgarien                           | 22         | 24   | 28     | 43     | 95    | 26                  |
| 3    | Vereinigtes Königreich              | 16         | 20   | 16     | 17     | 53    | 19                  |
| 4    | Russland                            | 18         | 17   | 31     | 40     | 88    | 21                  |
| 5    | Polen                               | 21         | 14   | 27     | 25     | 66    | 40                  |
| 6    | Rumänien                            | 14         | 7    | 10     | 17     | 34    | 10                  |
| 7    | Japan                               | 13         | 7    | 9      | 14     | 30    | 20                  |
| 8    | Indien                              | 16         | 5    | 9      | 19     | 33    | 18                  |
| 9    | Südkorea                            | 17         | 5    | 7      | 21     | 33    | 28                  |
| 10   | Kanada (nach 2016 Kanada anglophon) | 14         | 4    | 6      | 12     | 22    | 15                  |
| 11   | Brasilien                           | 12         | 3    | 6      | 10     | 19    | 16                  |
| 12   | Ukraine                             | 11         | 3    | 5      | 9      | 17    | 14                  |
| 13   | Niederlande                         | 22         | 3    | 3      | 4      | 10    | 20                  |
| 14   | Taiwan                              | 12         | 2    | 16     | 15     | 33    | 17                  |
| 15   | Tschechien                          | 15         | 2    | 10     | 9      | 21    | 12                  |
| 16   | Hongkong                            | 6          | 2    | 7      | 5      | 14    | 5                   |
| 17   | Australien                          | 16         | 2    | 4      | 6      | 12    | 11                  |
| 18   | Volksrepublik China                 | 11         | 1    | 13     | 15     | 29    | 23                  |
| 19   | Estland                             | 22         | 1    | 7      | 18     | 26    | 18                  |
| 20   | Lettland                            | 22         | 1    | 5      | 12     | 18    | 13                  |
| 21   | Slowenien                           | 17         | 1    | 5      | 11     | 17    | 13                  |
| 22   | Deutschland                         | 11         | 1    | 5      | 5      | 11    | 15                  |